# Ганс (ім'я)
Ганс (нім. Hans) — німецьке чоловіче ім'я. Є скороченою формою від німецького імені гебрейського походження Йоганнес, Йоганн.
Не слід плутати з іменем Гайнц, або Гейнц (нім. Heinz), яке є скороченою формою від Гайнріх (Генріх).